# چندگانگی فرهنگی
چندگانگی فرهنگی یا چندفرهنگی‌گرایی (به انگلیسی Multiculturalism) یک نوع ایدئولوژی است که بر مبنای آن انسان‌هایی از اقوام، نژاد و ملیت‌های گوناگون با داشتن حقوق شهروندی یکسان در یک مکان (مثلاً یک کشور) با هم زندگی می‌کنند.

## نگارخانه

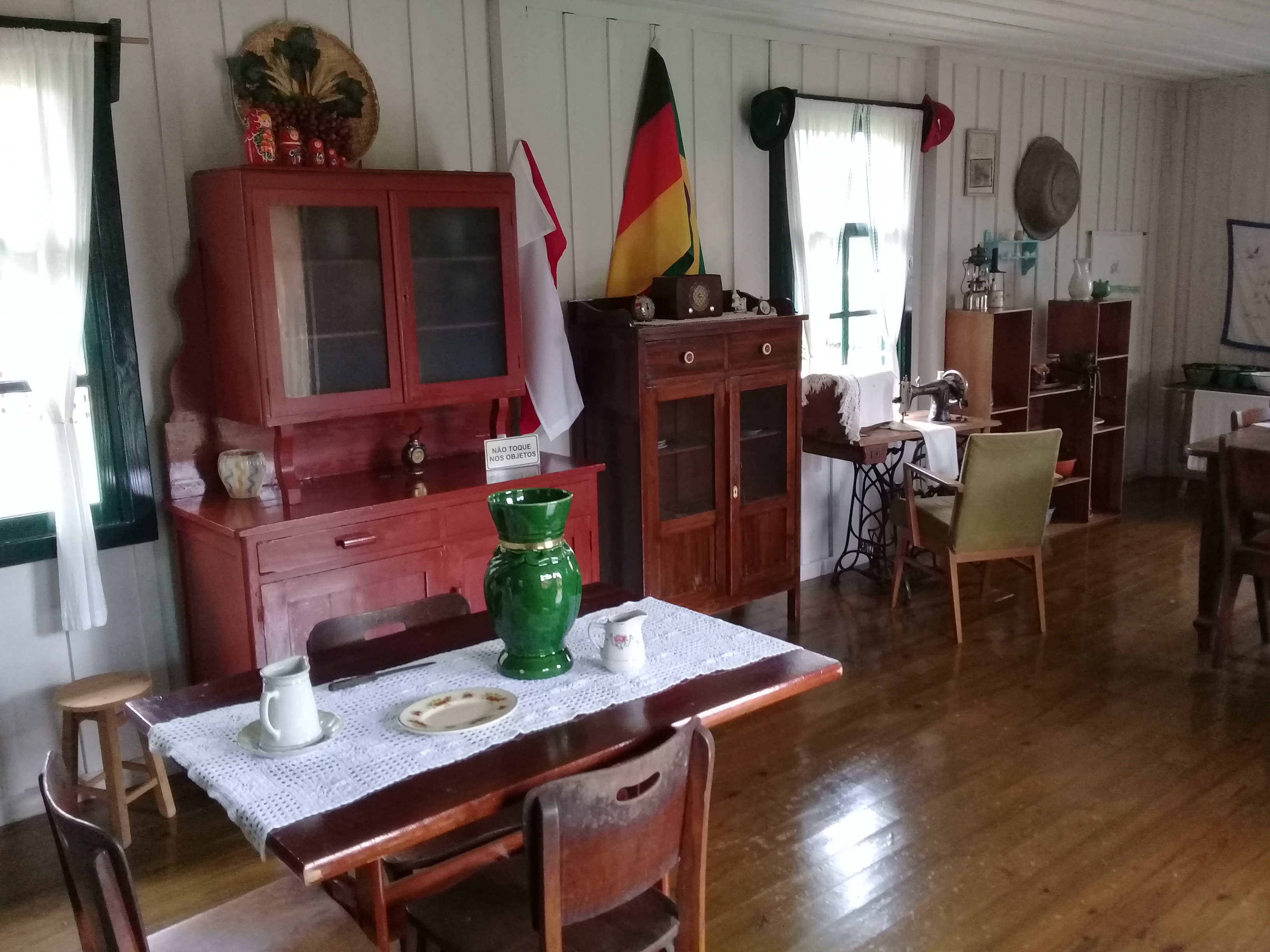
خانه با عناصر مردم از کشورهای مختلف، از جمله روس‌ها و آلمانی‌ها، در کارامبی، جنوب برزیل، شهرستان اکثریت هلندی‌تبار.